# Железнодорожный транспорт в Гане
Железнодорожный транспорт в Гане — железнодорожный транспорт на территории республики Гана. Железнодорожные линии сосредоточены в южной части страны. Основными грузами являются: бокситы, марганец, лес, какао.

## История
Первая железнодорожная линия в Гане была построена в 1898 году. Максимальная протяжённость железных дорог в Гане достигала 1300 км. Однако, не выдержав конкуренции со стороны автомобильных дорог, железные дороги стали закрываться и разрушаться, из-за чего прежде единая железнодорожная сеть Ганы распалась на отдельные части: западную и восточную.
В 1977 году железные дороги страны были национализированы и объединены в корпорацию Ghana Railway Corporation. Общая протяжённость железных дорог в Гане к 2014 году оставалась — 947 км.

## Характеристики
Железные дороги в Гане имеют капскую ширину колеи — 1067 мм, с погонной массой рельса от 29,8 до 44,7 кг. Используются деревянные и металлические шпалы. Локомотивный парк представлен тепловозами. Дороги в основном однопутные, двухпутных участков 32 км (на 1997 год).
31 августа 2022 года было объявлено о соглашении по модернизации 299 км Западной железной дороги до европейского стандарта колеи 1435 мм, который будет эксплуатироваться компанией Ghana Railway Co, а Thelo DB будет железнодорожным менеджером проекта стоимостью 3,2 млрд долларов США. К 2024 году был открыт участок Тема — Мпакадан  протяженностью 97,7 км, на котором пустили современные дизель-поезда от польского завода Pesa.

## Железнодорожные связи со смежными странами
- Того — нет, изменение ширины колеи с 1067 мм на 1000 мм.
- Буркина-Фасо — нет, изменение ширины колеи с 1067 мм на 1000 мм.
- Кот-д’Ивуар — нет, изменение ширины колеи с 1067 мм на 1000 мм.

С соседними странами: Буркина-Фасо, Того и Кот-д’Ивуар прямой железнодорожной связи нет, так как используется различная ширина колеи, — в сопредельных странах используется метровая колея. Однако с 2014 года существует линия Ломе — Афлао тоголезской сети, заходящая на 370 метров вглубь Ганы. Существует проект AfricaRail по унификации железнодорожной колеи ряда африканских стран, по нему на втором этапе в него должна войти и Гана.